# 50 (број)
50 (педесет) је природни број који следи 49 а претходи броју 51.

## У математици
Педесет је најмањи број који је збир два квадратна броја различитих од нуле на два различита начина: 50 = 12 + 72 = 52 + 52. Такође је и збир три квадрата, 50 = 32 + 42 + 52. Представља и харшад број.
1. је сложен број, факторише се на просте чиниоце као 2 * 52 = 50.

Не постоји решење једначине φ(x) = 50, тако да се Ојлерова функција не може применити на 50. Нити постоји решење за једначину x — φ(x), што такође доказује да је ојлерова функција непримењива у овом случају.

## У науци
- Атомски број калаја
- 50. магични број у нуклеарној физици